# Жезказган
Жезказга́н (каз. Жезқазған) — місто в Казахстані, адміністративний центр Улитауської області, центр Жезказганської міської адміністрації.
Населення — 88320 осіб (2021; 86227 у 2009, 90001 у 1999, 108821 у 1989).
З казахської мови «жезказган» означає місце, де копали мідь. Тут розташовані численні давні копальні міді.
У табірному відділенні Кенгір під Жезказганом 16 травня — 26 червня 1954 року відбулося Кенгірське повстання — повстання політичних в'язнів Степового табору. До 1994 року місто мало назву Джезказган.

## Персоналії
- Янковський Олег Іванович (1944—2009) — радянський і російський актор.